# Königin-Maria-Kreuz

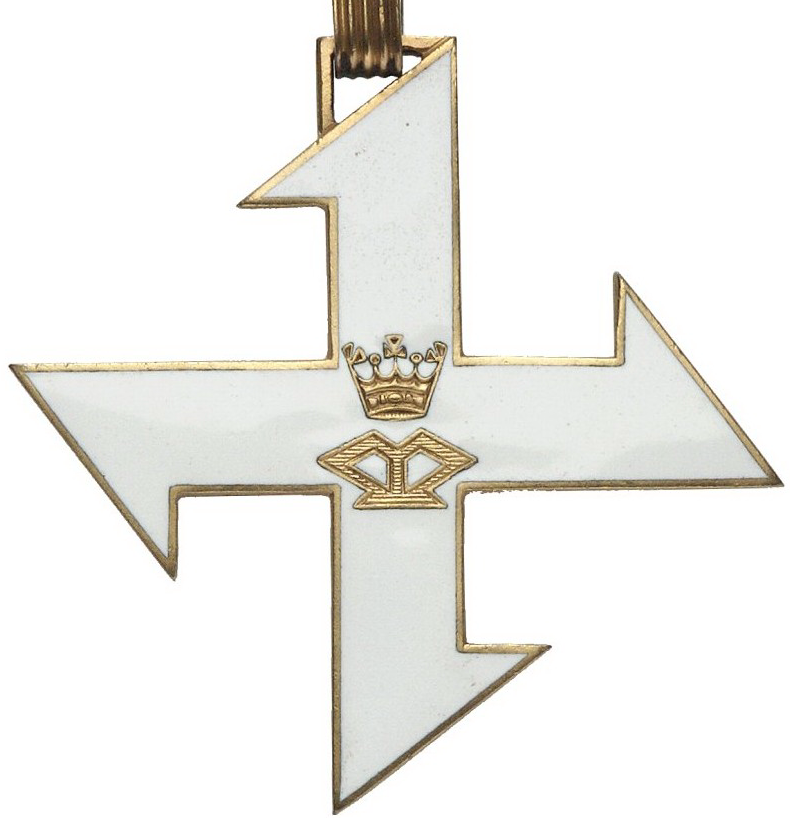
Königin Maria-Kreuz

Das Königin Maria-Kreuz wurde am 17. März 1917 durch König Ferdinand I. von Rumänien in drei Klassen gestiftet und war zur Verleihung an alle Personen gedacht, die sich um das Sanitätswesen verdient gemacht hatten.
Das Ordenszeichen der I. Klasse ist ein aus Silber gefertigtes vergoldetes weiß emailliertes Kreuz. Mittig ist ein rot emailliertes rotes Kreuz zu sehen. Rückseitig die goldene gekrönte Initiale  M  (Maria). Die beiden anderen Klassen sind nicht emailliert, wobei die II. Klasse vergoldet und die III. Klasse aus Bronze gefertigt ist. Vorderseitig die gravierte und oben beschriebene gekrönte Initiale. Rückseitig das gravierte Stiftungsjahr 1917.
Alle drei Klassen wurden an einem orangen Band getragen. Die I. Klasse um den Hals, die II. und III. Klasse auf der linken Brustseite.